# Marco Túlio Cerial
Marco Túlio Cerial (em latim: Marcus Tullius Cerialis) foi um senador romano nomeado cônsul sufecto para o nundínio de novembro a dezembro de 90 com Cneu Pompeu Catulino. Em 99 e 100, Túlio Cerial participou da investigação do caso do senador Mário Prisco, acusado de extorsão, um fato conhecido por ter sido citado incorretamente como Tuccium Cerialis numa das cartas de Plínio, o Jovem, que presidiu a corte. 